# Favignana-sziget
Favignana a Tirrén-tenger egy kis szigete Szicília partjaitól 7 km-re.  Az Egadi-szigetekhez tartozik. Területe kb. 19 km², partjainak hossza 33 km.

## Flóra és fauna
Favignana az Egadi-szigeteki természetvédelmi terület része, amelyet 1991-ben hoztak létre. A sziget élővilága mediterrán, néhány endemikus fajjal, mint pl.: a .
Brassica macrocarpa, Calendula maritima és a Seseli bocconi.

## Partjai

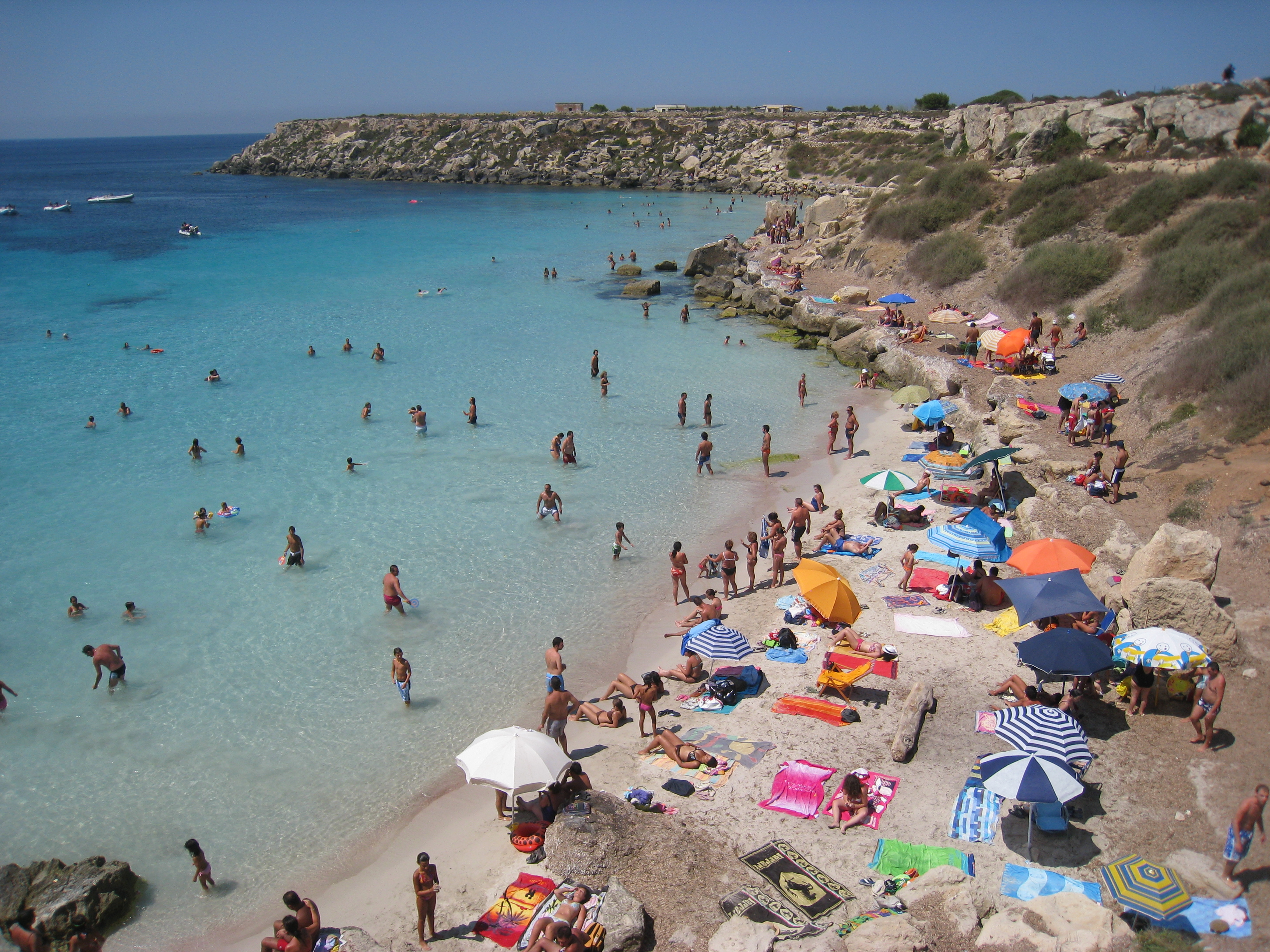
Cala Azzurra strandja

Legismertebb strandjai:
- Lido Burrone
- Cala Azzurra
- Cala Rossa
- Bue Marino
- Cala Grande
- Cala Rotonda
- Grotta Perciata
- Calamoni
- Scivolo
- La Plaia
- Punta longa
- Preveto * Marasolo

## Közlekedés
Favignanát rendszeres kompjárat köti össze Trapanival. Emellett Favignana még az Egadi-szigetek többi tagjáról is elérhető.

## Galéria

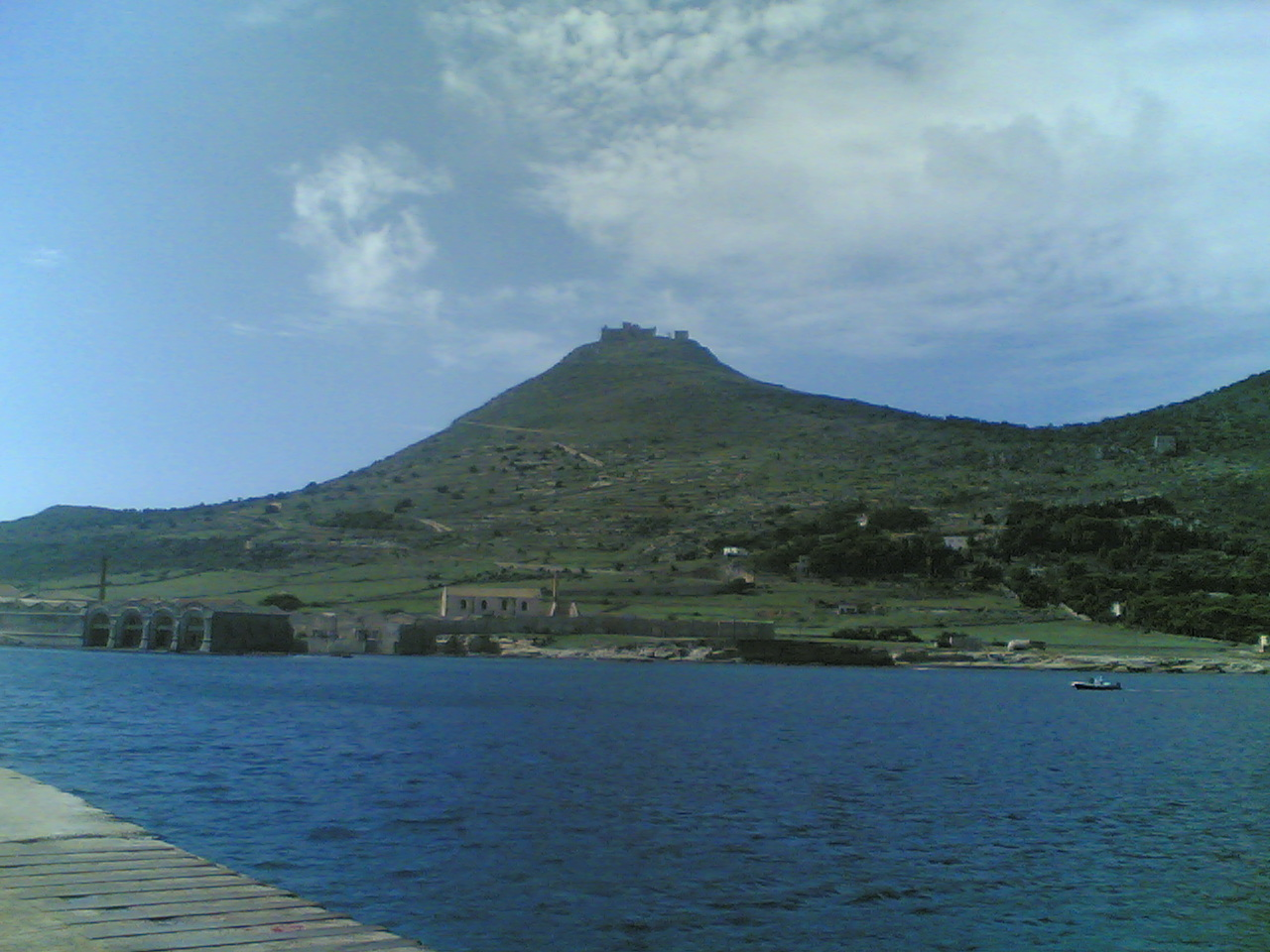
A Santa Caterina - hegy (314 m.)
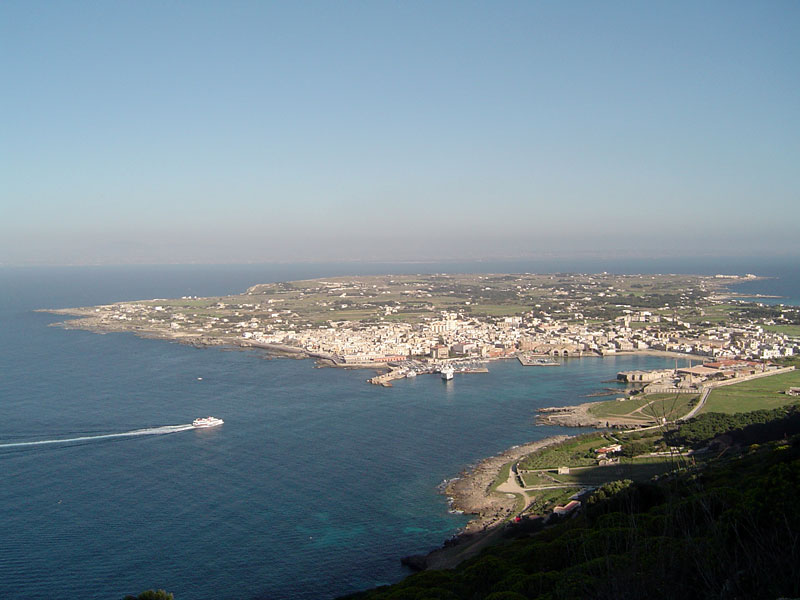
Látkép a kastélyból
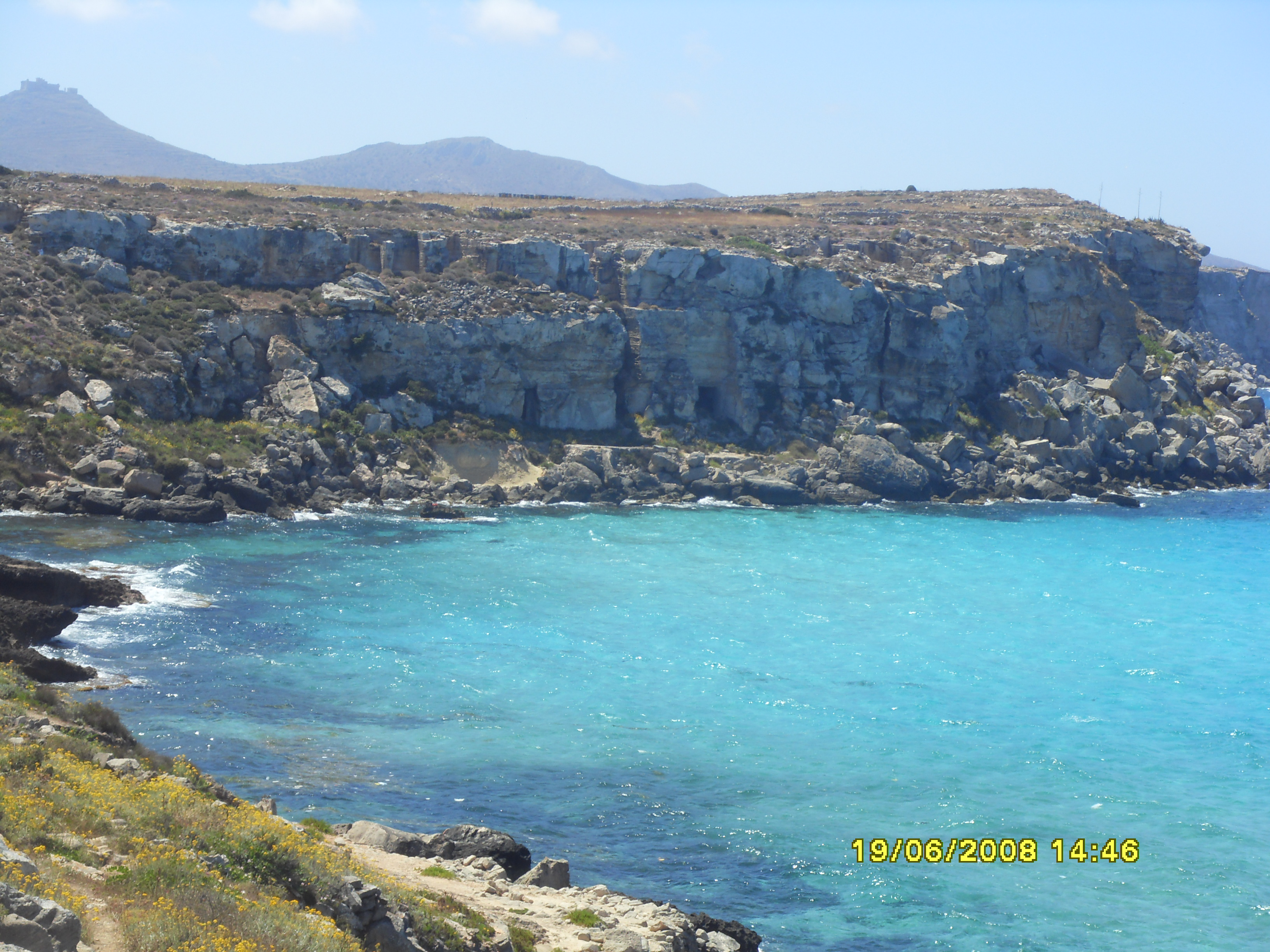
Favignana, Cala Rossa
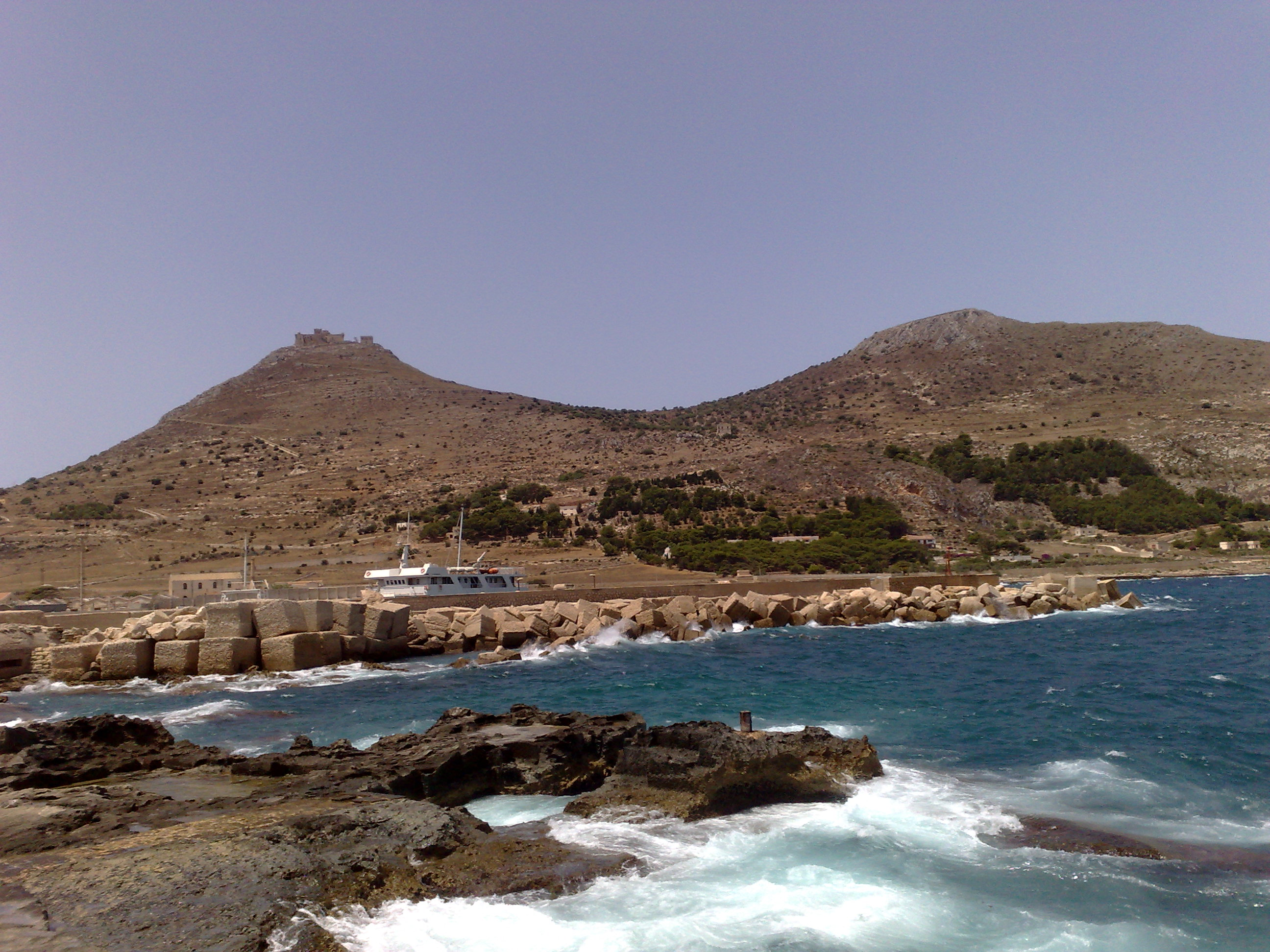
Cala Graziosa
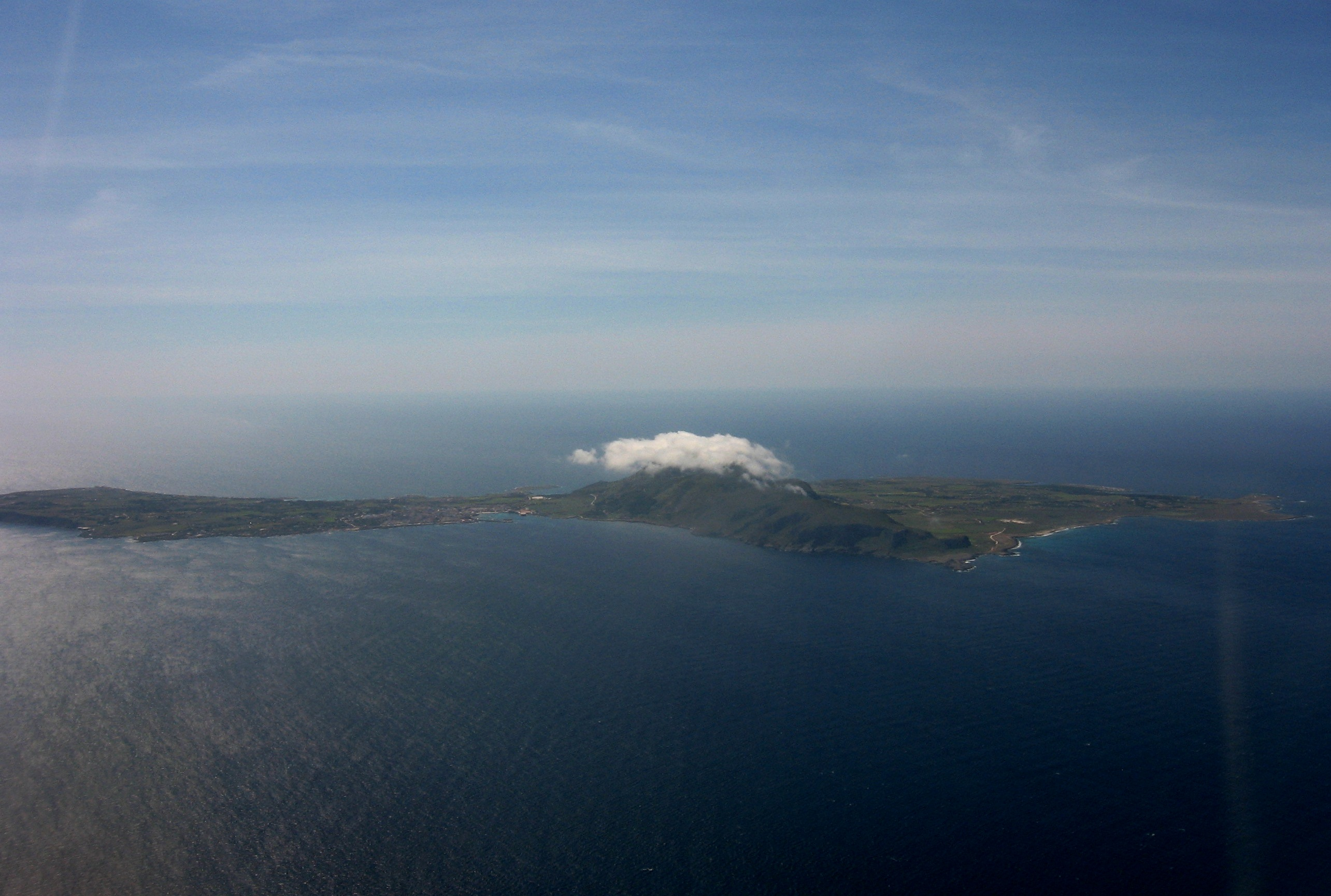
Favignana
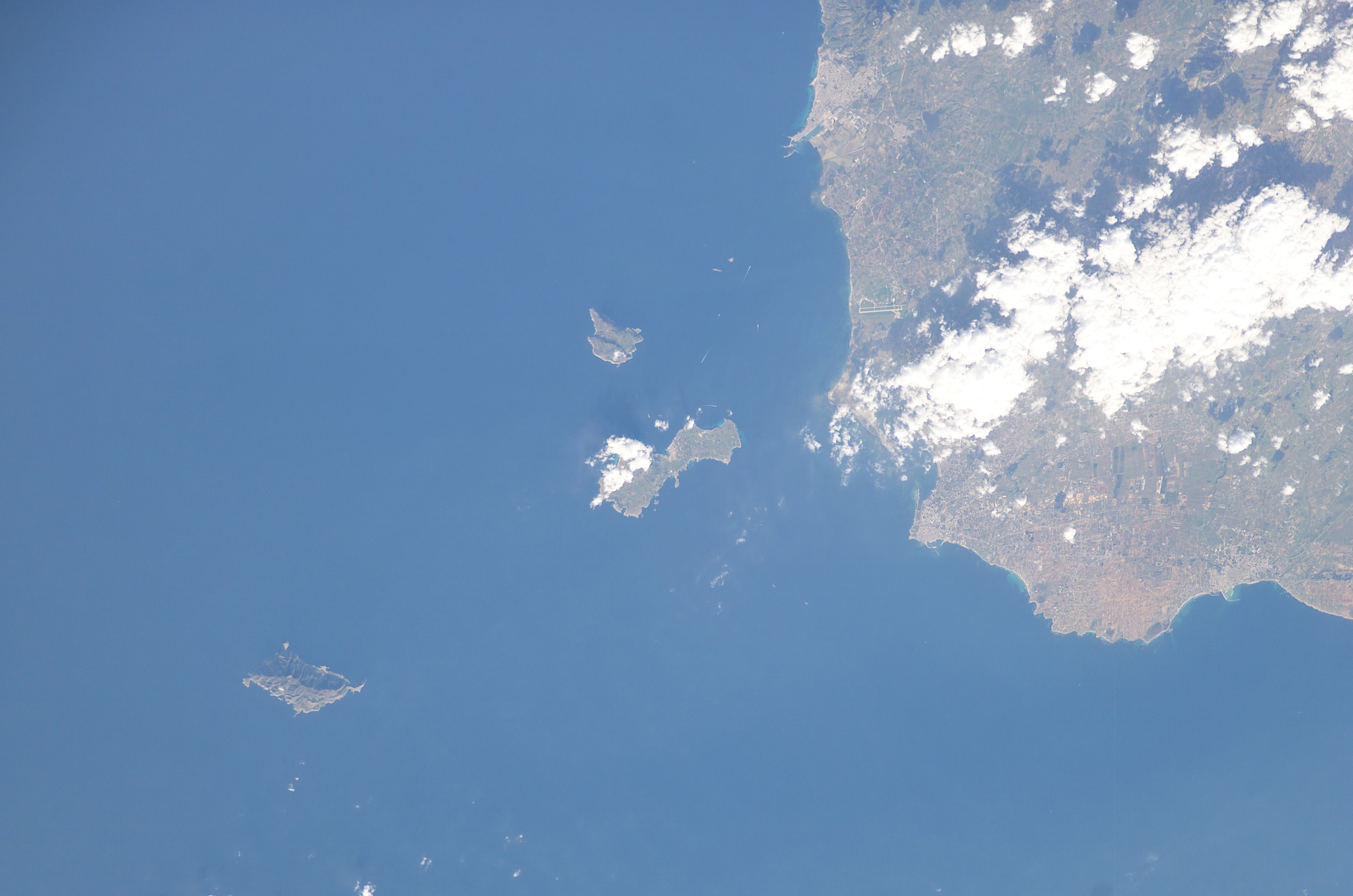
Az Egadi-szigetek szatelitfelvétele

## Fordítás
- Ez a szócikk részben vagy egészben  az   Isola di Favignana című olasz Wikipédia-szócikk fordításán alapul.  Az eredeti cikk szerkesztőit annak laptörténete sorolja fel. Ez a jelzés csupán a megfogalmazás eredetét és a szerzői jogokat jelzi, nem szolgál a cikkben szereplő információk forrásmegjelöléseként.